# عيسى أبو عيسى
عيسى أبو عيسى هو مسير أعمال قطري، ولد في 20 سبتمبر 1955 في الدوحة في قطر.